# Brigachtal
Brigachtal (letteralmente: «valle della Brigach») è un comune tedesco di 5 231 abitanti, situato nel land del Baden-Württemberg.

## Comunità costituenti
Il comune è costituito dai tre distretti Brigachtal Kirchdorf, Klengen e Überauchen. I distretti sono fisicamente identici agli ex comuni con lo stesso nome e la sua denominazione ufficialeprende il nome dal primo. I due distretti Kirchdorf e Überauchen comprendono solo gli omonimi villaggi; il quartiere Klengen include il villaggio Klengen, la frazione Beck Hofen e le case Anke Buck.